# Wilhelm Waiblinger (Oberamtmann)
Wilhelm Waiblinger (* 18. Juni 1857 in Stuttgart; † unbekannt) war ein württembergischer Oberamtmann.

## Leben
Waiblinger, Sohn eines Revisors und evangelischer Konfession, studierte nach dem Besuch des Realgymnasiums Stuttgart von 1875 bis 1880 Regiminalwissenschaften in Tübingen. Er legte 1880 die erste und 1881 die zweite höhere Dienstprüfung ab.
Danach trat er in die württembergische Innenverwaltung ein. Er leitete das Oberamt Welzheim von 1893 bis 1902, zunächst als Amtsverweser und ab 1894 als Oberamtmann. Anschließend leitete er von 1902 bis 1918 das Oberamt Marbach als Oberamtmann und 1906 erhielt er den Titel und Rang Regierungsrat. 1918 trat er nach längerer Krankheit in den Ruhestand.

## Ehrungen
- 1904: Silberne Karl-Olga-Medaille
- 1908: Ritterkreuz 1. Klasse des Friedrichsordens
- 1916: Wilhelmskreuz